# ميدان التايمز

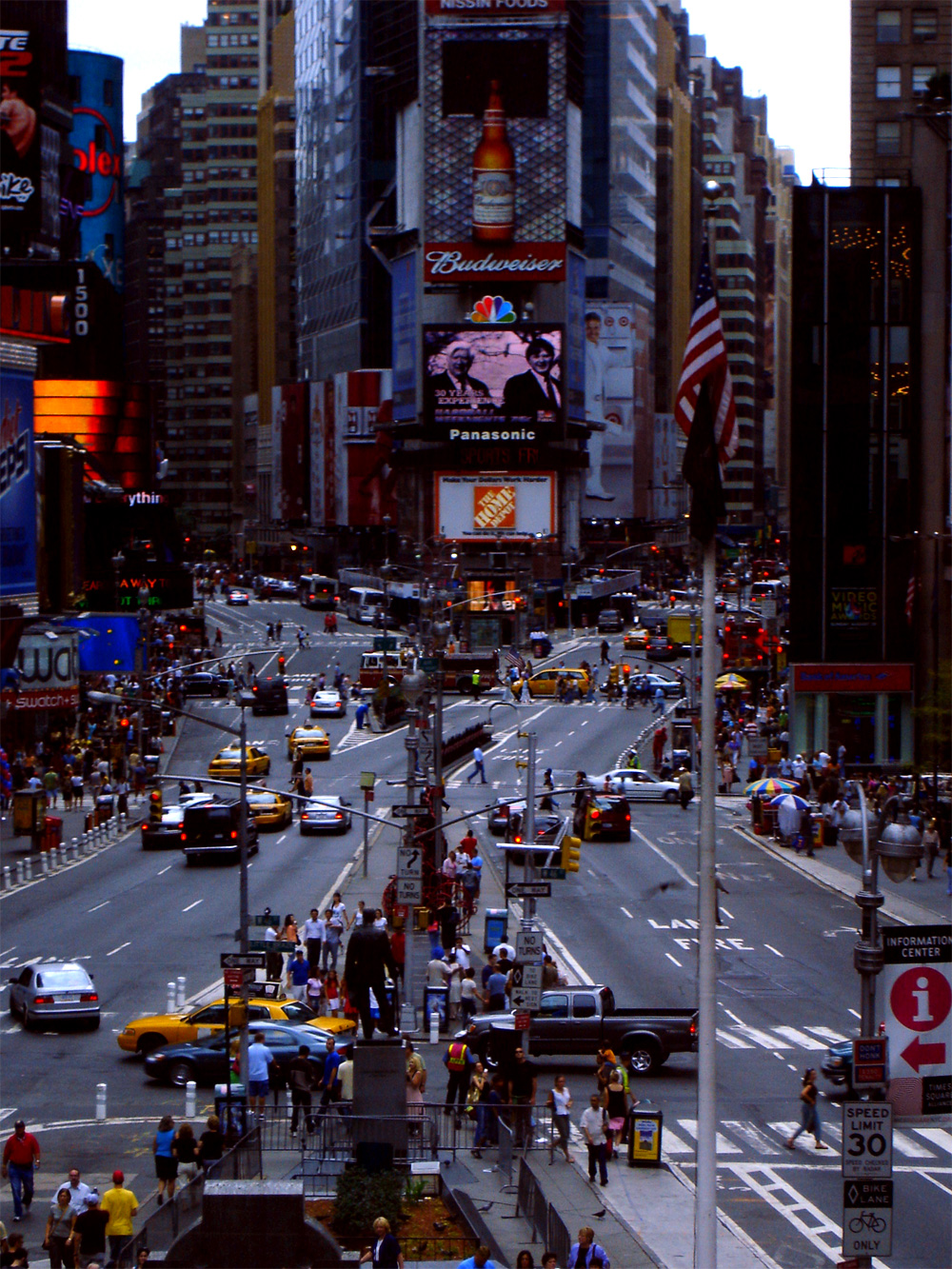
تايمز سكوير، المشهد باتجاه المبنى رقم واحد في تايمز سكوير عند تقاطع الجادة السابعة (يمين مقدمة الصورة) وبرودواي (يسار مقدمة الصورة).

تايمز سكوير (بالإنجليزية: Times Square)‏ ساحة (ميدان) في مانهاتن في نيويورك تقع عند تقاطع شارع برودواي والجادة السابعة.
ويعدّ واحداً من أكبر المراكز التجارية التي يقصدها السياح للإستمتاع بالأماكن الترفيهية هناك. يقع في وسط منهاتن التابعة لمدينة نيويورك عند تقاطع برودواي والحي السابع. يمتد الميدان من غرب شارع 42 إلى غرب شارع 47 . يتزين الميدان دائماً باللوحات الإعلانية والدعاية. يلقب البعض هذا الميدان ب«ملتقى العالم» أو «مركز الأرض» أو «قلب العالم». هو واحداً من أكثر الميادين إزدحاماً بالمارة. هو أيضاً من أكثر المراكز الرئسية لعرض المسرح والأماكن الترفيهية. يعتبر ميدان التايمز هو من أكثر الأماكن التي يزورها ملايين من السياح سنوياً، حيث يقدر عدد السياح بما يقارب 50 مليون سائح سنوياً. يمر ما يقارب 330٬000 شخص بميدان تايمز كل يوم تقريباً.
سمي بالتايمز سكوير لوجود مبنى مكاتب جريدة النيويورك تايمز فيها سابقاً (حالياً المبنى رقم واحد في تايمز سكوير).
يقام فيها احتفال رأس السنة كل عام ويحضره مئات الآلاف.
و ميدان التايمز من أهم المناطق السياحية في نيويورك، وبه جميع المطاعم العالمية مثل ماكدونالدز وبه محل عالم m &m's الخاص بحبوب الشوكولاتة.
و هناك رحلات بالأتوبيسات الحمراء ذات الدورين للسياح لكى يكتشفوا نيو يورك.
وبميدان التايمز الكثير من الفنادق المشهورة مثل شيراتون وغيره.

## بعض الشركات الموجودة في ميدان التايمز
- منحوتة (أو هيكل أو تمثال) علامة كوكا كولا.
- بدويايزر.
- استوديوهات التايمز سكوير (التابعة لبرنامج صباح الخير يا أمريكا الذي تذيعه هيئة الإذاعة الأمريكية).
- ون أستور بلازا (مقر قناة إم تي في نيويورك).
- ساعة شيفروليه (ساعة تناظرية ذات شاشة رقمية).
- فوريفر 21.
- هارد روك كافيه.
- بلانيت هوليوود.
- ديزني ستور.
- إم آند إمز وورلد (التابعة لشركة إم آند إمز).

### ناطحات سحاب مشهورة في أو حول ميدان التايمز
- ون تايمز سكوير (مقر النيو يورك تايمز).
- مبنى بيرتلسمان (تابع لشركة شركة بيرتلسمان).
- مبنى بريل.
- مبنى رويترز (تابع لتومسون رويترز، ويحتوي عدة مقار ومحلات لشركات أخرى).
- برج التايمز سكوير.
- برج نيويورك تايمز (تابع لشركة نيويورك تايمز التي تنشر صحيفة نيو يورك تايمز وحوالي 15 صحيفة أخرى).
- برج بنك أوف أمريكا (تابع لبنك أوف أمريكا).
- ذو أوريون.
- مركز أكسا.
- ون أستور بلازا.
- 1500 برودواي.
- مسرح باراماونت.
- مبنى كوند ناست (تايمز سكوير 4).
- مبنى مورغان ستانلي.
- 810 الشارع السابع.
- تايمز سكوير 5.
- تايمز سكوير 3.
- تايمز سكوير 11.
- ذو بوتي بيلدينغ.